# Indrisowate
Indrisowate (Indridae) – rodzina ssaków z podrzędu lemurowych (Strepsirrhini) w rzędzie naczelnych (Primates).

## Występowanie
Gatunki endemiczne Madagaskaru.

## Charakterystyka
Największe z małpiatek, osiągają do ok. 1 m długości. Długie kończyny z przeciwstawnym pierwszym palcem. Prowadzą nadrzewny tryb życia, dobrze się wspinają. Żywią się różnymi częściami roślin, głównie liśćmi, owocami i kwiatami. Ich ruchy przypominają skoki kangurów - skaczą na tylnych kończynach. Po ciąży trwającej 130–150 dni samica rodzi jedno młode. Ich jedynym naturalnym wrogiem jest fossa madagaskarska.

## Rodzaje
Do rodziny należą następujące rodzaje:
- Avahi Jourdan, 1834 – awahi
- Propithecus Burnett, 1832 – sifaka
- Indri É. Geoffroy Saint-Hilaire & G. Cuvier, 1796 – indris – jedymym przedstawicielem jest Indri indri (J.F. Gmelin, 1788) – indris krótkoogonowy